# Saint-Trinit
Saint-Trinit est une commune française, située à l'extrémité nord-est du département de Vaucluse, en région Provence-Alpes-Côte d'Azur.
Ses habitants sont appelés les Saint-Trinitains ou Saint-Trinitais.

## Géographie

### Accès

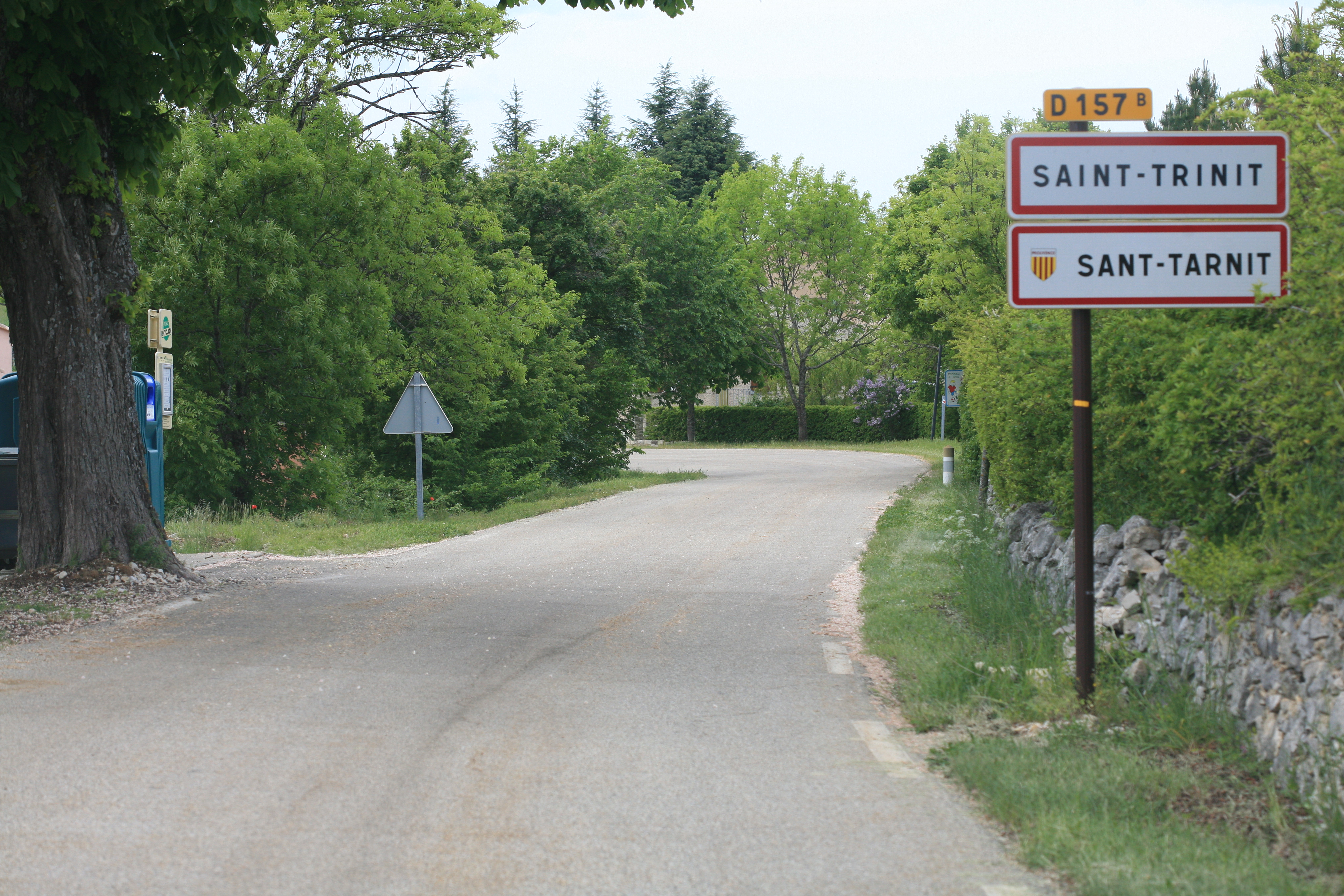
Entrée dans Saint-Trinit par la RD 157a.

La route départementale 950 traverse la commune sur un axe est-ouest et permet d'accéder au village. Arrivent, elles aussi, au village les routes départementales 95 (au sud) et 157 (au nord).

### Localisation et communes limitrophes
La commune est limitrophe avec le département de la Drôme (région Auvergne-Rhône-Alpes) au nord et avec celui des Alpes-de-Haute-Provence (région Provence-Alpes-Côte d'Azur) à l'est.
| Aurel | Ferrassières (Drôme, ARA) | Revest-du-Bion (Alpes-de-Haute-Provence, PAC) |
| Sault | Saint-Trinit              | Revest-du-Bion (Alpes-de-Haute-Provence, PAC) |
| Sault | Saint-Christol            | Saint-Christol                                |

### Géologie et relief
La superficie de la commune est de 1 666 hectares ; l'altitude varie entre 780 et 914 mètres.
L'ensemble du territoire de la commune est situé sur les monts de Vaucluse. Ce massif est formé de calcaires du crétacé (ère secondaire), souvent perméables, percé de nombreux  avens. L'eau s'infiltre dans la roche, créant des réseaux souterrains (système karstique), ressortant en des points bas tel que la Fontaine de Vaucluse.

### Sismicité
Les cantons de Bonnieux, Apt, Cadenet, Cavaillon, et Pertuis sont classés en zone Ib (risque faible). Tous les autres cantons du département de Vaucluse sont classés en zone Ia (risque très faible). Ce zonage correspond à une sismicité ne se traduisant qu'exceptionnellement par la destruction de bâtiments.

### Hydrographie
Le Croc descend depuis les Alpes-de-Haute-Provence et se jette dans la Nesque au niveau de la commune voisine de Sault.

### Climat
Pour des articles plus généraux, voir Climat de Provence-Alpes-Côte d'Azur et Climat de Vaucluse.
En 2010, le climat de la commune est de type climat méditerranéen altéré, selon une étude du Centre national de la recherche scientifique s'appuyant sur une série de données couvrant la période 1971-2000. En 2020, Météo-France publie une typologie des climats de la France métropolitaine dans laquelle la commune est exposée à un climat de montagne ou de marges de montagne et est dans la région climatique  Provence, Languedoc-Roussillon, caractérisée par une pluviométrie faible en été, un très bon ensoleillement (2 600 h/an), un été chaud (21,5 °C), un air très sec en été, sec en toutes saisons, des vents forts (fréquence de 40 à 50 % de vents > 5 m/s) et peu de brouillards. 
Pour la période 1971-2000, la température annuelle moyenne est de 9,9 °C, avec une amplitude thermique annuelle de 15,9 °C. Le cumul annuel moyen de précipitations est de 938 mm, avec 7 jours de précipitations en janvier et 3,8 jours en juillet. Pour la période 1991-2020, la température moyenne annuelle observée sur la station météorologique de Météo-France la plus proche, « Saint-Christol », sur la commune de Saint-Christol à 8 km à vol d'oiseau, est de 10,0 °C et le cumul annuel moyen de précipitations est de 1 015,3 mm. 
La température maximale relevée sur cette station est de 39,3 °C, atteinte le 28 juin 2019 ; la température minimale est de −20,1 °C, atteinte le 19 février 1983,,. 
Les paramètres climatiques de la commune ont été estimés pour le milieu du siècle (2041-2070) selon différents scénarios d'émission de gaz à effet de serre à partir des nouvelles projections climatiques de référence DRIAS-2020. Ils sont consultables sur un site dédié publié par Météo-France en novembre 2022.

## Urbanisme

### Typologie
Au 1er janvier 2024, Saint-Trinit est catégorisée commune rurale à habitat très dispersé, selon la nouvelle grille communale de densité à sept niveaux définie par l'Insee en 2022.
Elle est située hors unité urbaine et hors attraction des villes,.

### Occupation des sols
L'occupation des sols de la commune, telle qu'elle ressort de la base de données européenne d’occupation biophysique des sols Corine Land Cover (CLC), est marquée par l'importance des forêts et milieux semi-naturels (51,6 % en 2018), une proportion sensiblement équivalente à celle de 1990 (51,7 %). La répartition détaillée en 2018 est la suivante : 
forêts (51,4 %), terres arables (25,3 %), zones agricoles hétérogènes (17,1 %), prairies (5,9 %), milieux à végétation arbustive et/ou herbacée (0,2 %). L'évolution de l’occupation des sols de la commune et de ses infrastructures peut être observée sur les différentes représentations cartographiques du territoire : la carte de Cassini (XVIIIe siècle), la carte d'état-major (1820-1866) et les cartes ou photos aériennes de l'IGN pour la période actuelle (1950 à aujourd'hui).

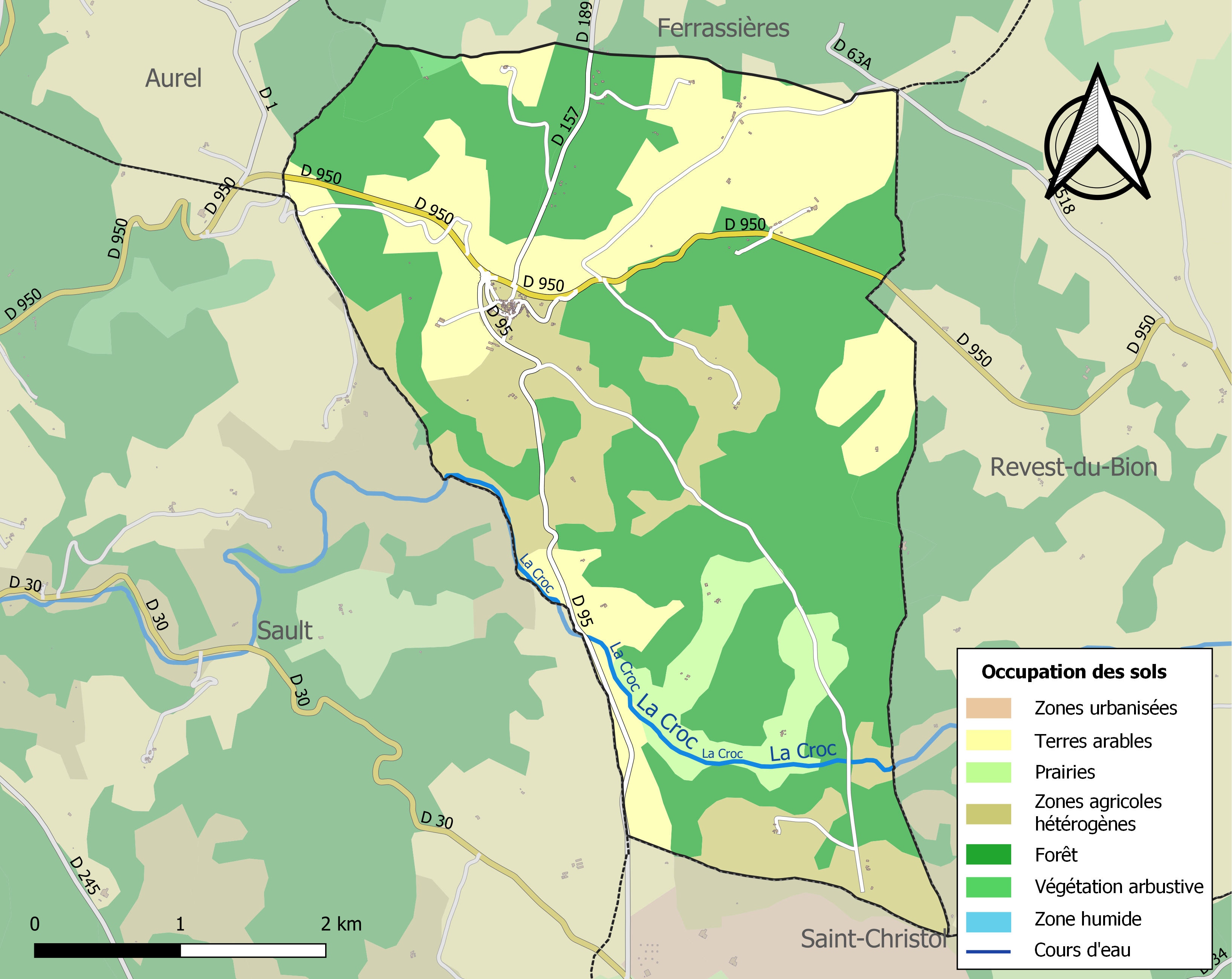
Carte des infrastructures et de l'occupation des sols de la commune en 2018 (CLC).

## Histoire

### Préhistoire et antiquité
Le passage des hommes du néolithique est attesté par différents types d'outillage (haches, racloirs, pointes de flèche, etc.) retrouvés sur le territoire de la commune. Mais jusqu'à présent aucune trace de colonisation romaine n'a pu être identifiée.

### Moyen Âge
Le nom de Santa Trinitat est attesté dès 1082, il est lié au prieuré bénédictin bâti par des moines. Ripert de Mévouillon ancien évêque simoniaque de Gap, pour obtenir le pardon de ses fautes, avait donné à l'abbaye de Cluny tous ses domaines du plateau d'Albion devenus depuis Le Poët-en-Percip. Ces derniers lui venaient de sa mère Percipia, dame du Podio.
Au XIIe siècle, l’abbaye Saint-André de Villeneuve-lès-Avignon est propriétaire de l’église paroissiale, dont elle perçoit les revenus. En 1118, cette possession de l'ecclesia Sanctae trinitatis cum ipsa villa est confirmée par une bulle de Gélase II. Mais au XIIIe siècle, ce fief passa dans la « mouvance et majeure seigneurie » des évêques de Carpentras. Le prieur décimateur, qui dépendait toujours de l'abbaye Saint-André, percevait le 16e des récoltes et les Agoult da Saut, seigneurs civils, le 10e. En 1253, un conflit au sujet de la dîme opposa Raymond d'Agoult à dom Calvéria de Villeneuve. Un arbitrage eut lieu et les bénédictins furent déboutés.

### Renaissance

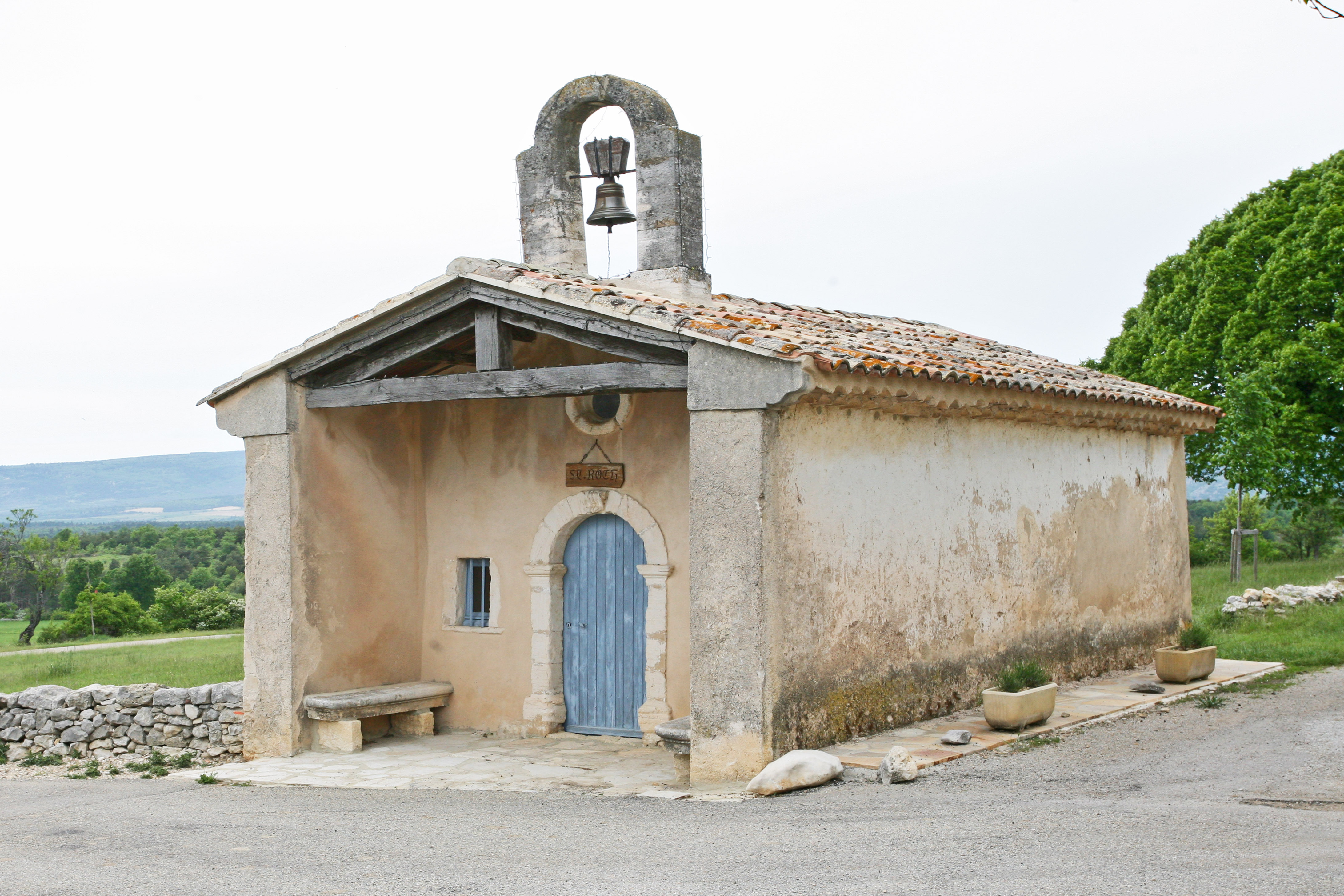
La chapelle dédiée à saint Roch.

Lors des guerres de religion, l'appartenance de Saint-Trinit au comté de Sault, proche des Baronnies protestantes, fit craindre des attaques de la part des religionnaires. Le village étant ouvert, c'est-à-dire non entouré de remparts, les habitants fortifièrent leur église en 1580, ce qui contraint à la démolition de la voûte et d'une partie de la nef romane.
L'apparition des épidémies de peste suivit les guerres. Pour s'en protéger, il fut édifié, à côté de l'église, entre 1629 et 1630, une chapelle qui fut dédiée à Saint Roch.

### Période moderne
Le 12 août 1793, le département de Vaucluse fut créé. Il regroupe alors les districts d'Avignon et de Carpentras, ceux d'Apt et d'Orange -auparavant rattachés aux Bouches-du-Rhône- ainsi que le canton de Sault, qui dépendait des Basses-Alpes.

### Période contemporaine
À partir de l'hiver 1942-1943, le plateau de Sault vit arriver les réfugiés d'Alsace-Lorraine. Déjà, en octobre 1942, dans les villages et hameaux de celui-ci, Philippe Beyne, son adjoint Maxime Fischer et leurs équipes avaient accueilli et installé plusieurs dizaines de réfractaires au S.T.O.. Ils les munirent de fausses cartes d'identité et de cartes d'alimentation. Pour faciliter leur approvisionnement, ils avaient été regroupés près des villages d'Aurel, de Saint-Trinit et de Saint-Christol.

## Politique et administration

### Liste des maires
| Période                                  | Période  | Identité    | Étiquette | Qualité |
| ---------------------------------------- | -------- | ----------- | --------- | ------- |
| Les données manquantes sont à compléter. |          |             |           |         |
| mars 2001                                | En cours | Michel Rosa | PRG       |         |

### Politique environnementale
La protection et la mise en valeur de l'environnement font partie des compétences de la communauté de communes Ventoux Sud.

## Population et société

### Démographie
L'évolution du nombre d'habitants est connue à travers les recensements de la population effectués dans la commune depuis 1793. Pour les communes de moins de 10 000 habitants, une enquête de recensement portant sur toute la population est réalisée tous les cinq ans, les populations de référence des années intermédiaires étant quant à elles estimées par interpolation ou extrapolation. Pour la commune, le premier recensement exhaustif entrant dans le cadre du nouveau dispositif a été réalisé en 2008.

En 2022, la commune comptait 120 habitants, en évolution de −2,44 % par rapport à 2016 (Vaucluse : +1,73 %, France hors Mayotte : +2,11 %).
| 1793 | 1800 | 1806 | 1821 | 1831 | 1836 | 1841 | 1846 | 1851 |
| ---- | ---- | ---- | ---- | ---- | ---- | ---- | ---- | ---- |
| 274  | 270  | 258  | 284  | 300  | 303  | 244  | 271  | 255  |

| 1856 | 1861 | 1866 | 1872 | 1876 | 1881 | 1886 | 1891 | 1896 |
| ---- | ---- | ---- | ---- | ---- | ---- | ---- | ---- | ---- |
| 259  | 259  | 270  | 262  | 248  | 248  | 249  | 241  | 213  |

| 1901 | 1906 | 1911 | 1921 | 1926 | 1931 | 1936 | 1946 | 1954 |
| ---- | ---- | ---- | ---- | ---- | ---- | ---- | ---- | ---- |
| 201  | 197  | 192  | 169  | 147  | 137  | 116  | 113  | 93   |

| 1962 | 1968 | 1975 | 1982 | 1990 | 1999 | 2006 | 2008 | 2013 |
| ---- | ---- | ---- | ---- | ---- | ---- | ---- | ---- | ---- |
| 83   | 77   | 82   | 65   | 86   | 99   | 118  | 123  | 127  |

| 2018 | 2022 | - | - | - | - | - | - | - |
| ---- | ---- | - | - | - | - | - | - | - |
| 119  | 120  | - | - | - | - | - | - | - |

### Enseignement
On trouve sur la commune voisine de Sault école primaire et maternelle, ainsi que le collège du Pays-de-Sault qui dessert les communes du plateau et de ses environs.

### Santé
Les communes voisines de Sault et Saint-Christol possèdent divers équipements dont une pharmacie et une maison de retraite. Hôpital sur Apt.

### Cultes
Catholique (église et petite chapelle à l'orée du village).

## Économie

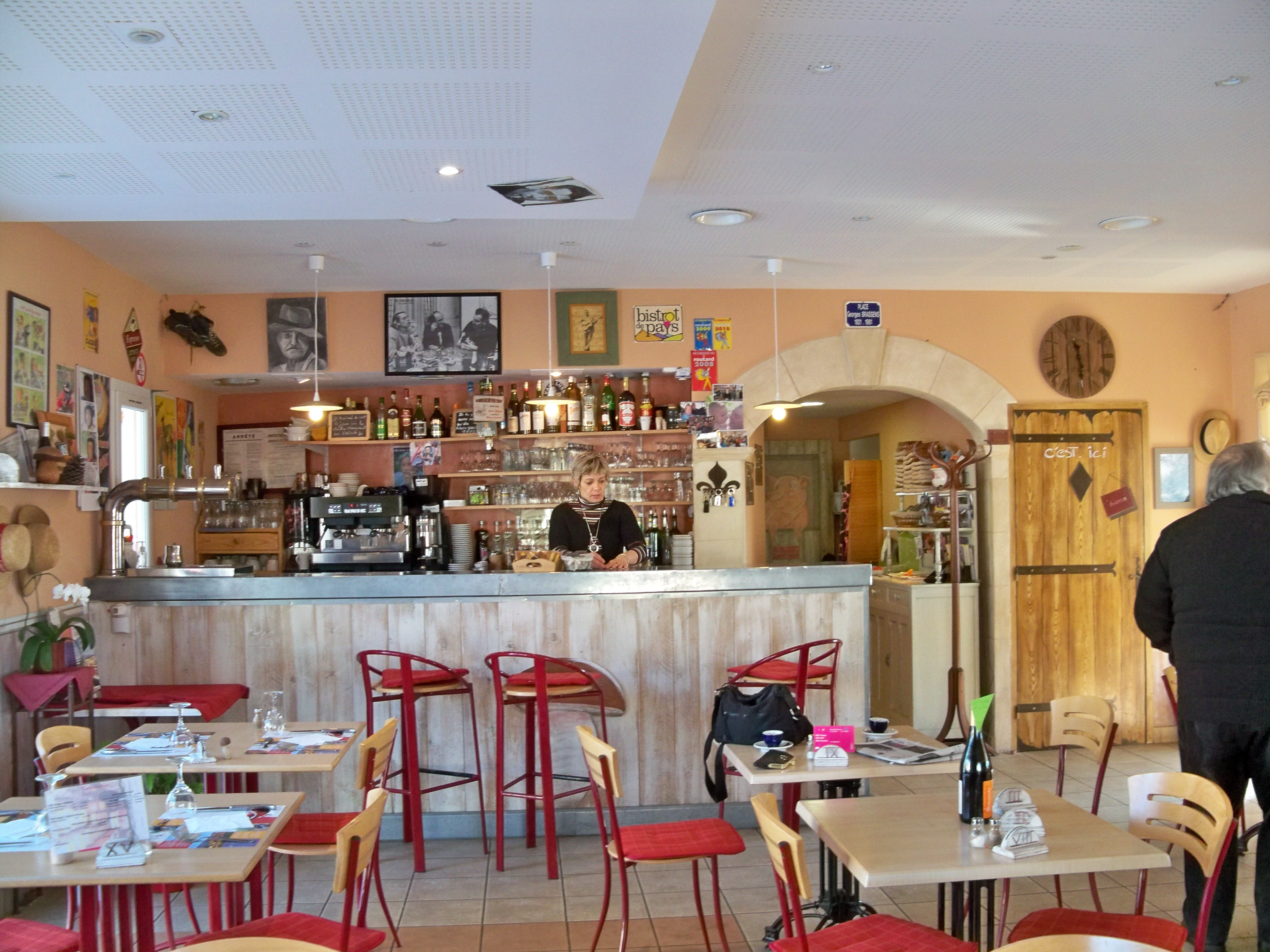
Le Bistrot de Saint-Trinit, labellisé bistrot de pays.

Au XIXe siècle, outre l'élevage, la commune produisait de l’épeautre, de l'avoine, des pommes de terre et des amandes. Aujourd'hui, les activités agricoles sont de moyenne montagne de type provençal avec une production de lavande, de lavandin, d'épeautre et des produits dérivés. L'élevage ovin et la production de miel tiennent aussi une place importante.
Les activités liées au tourisme vert occupent une place importante dans l'économie locale (gites, chambres d'hôtes et une ferme-auberge).

### Commerce
Le Bistrot de Saint-Trinit, qui porte le label Bistrot de pays, adhère à une charte dont le but est de « contribuer à la conservation et à l’animation du tissu économique et social en milieu rural par le maintien d’un lieu de vie du village ».

## Culture locale et patrimoine

### Lieux et monuments

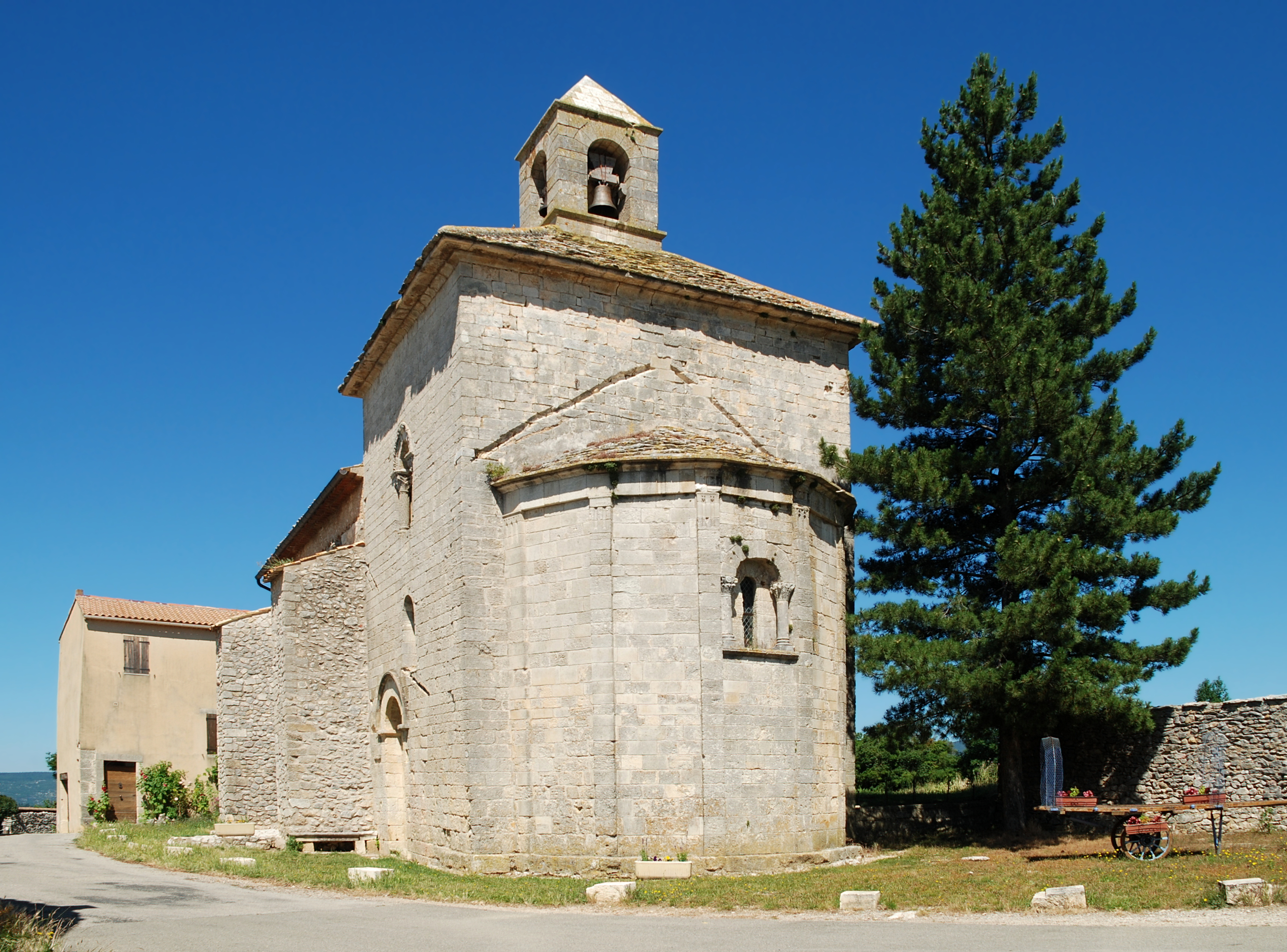
Église de la Sainte-Trinité.

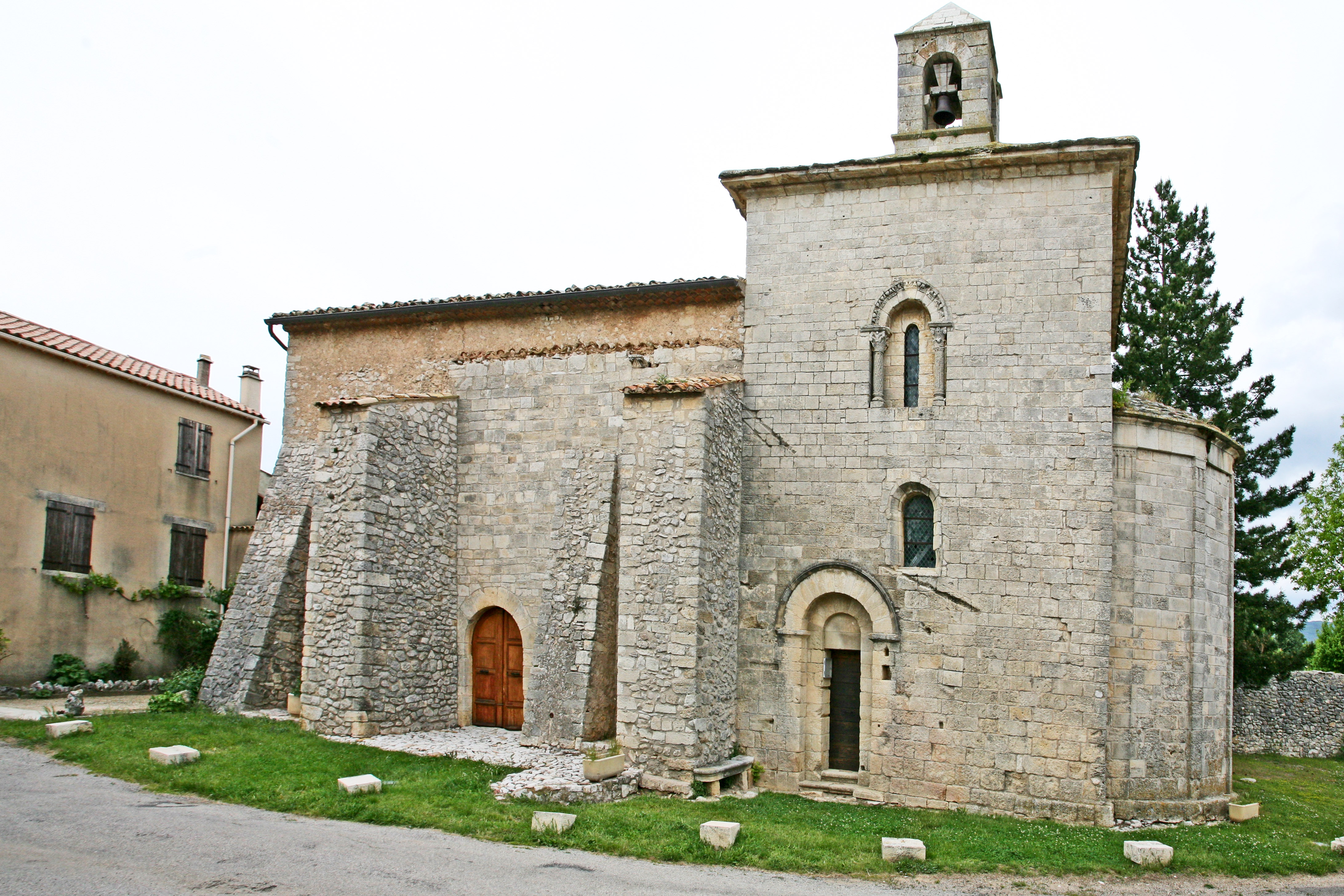
Église de la Sainte-Trinité.

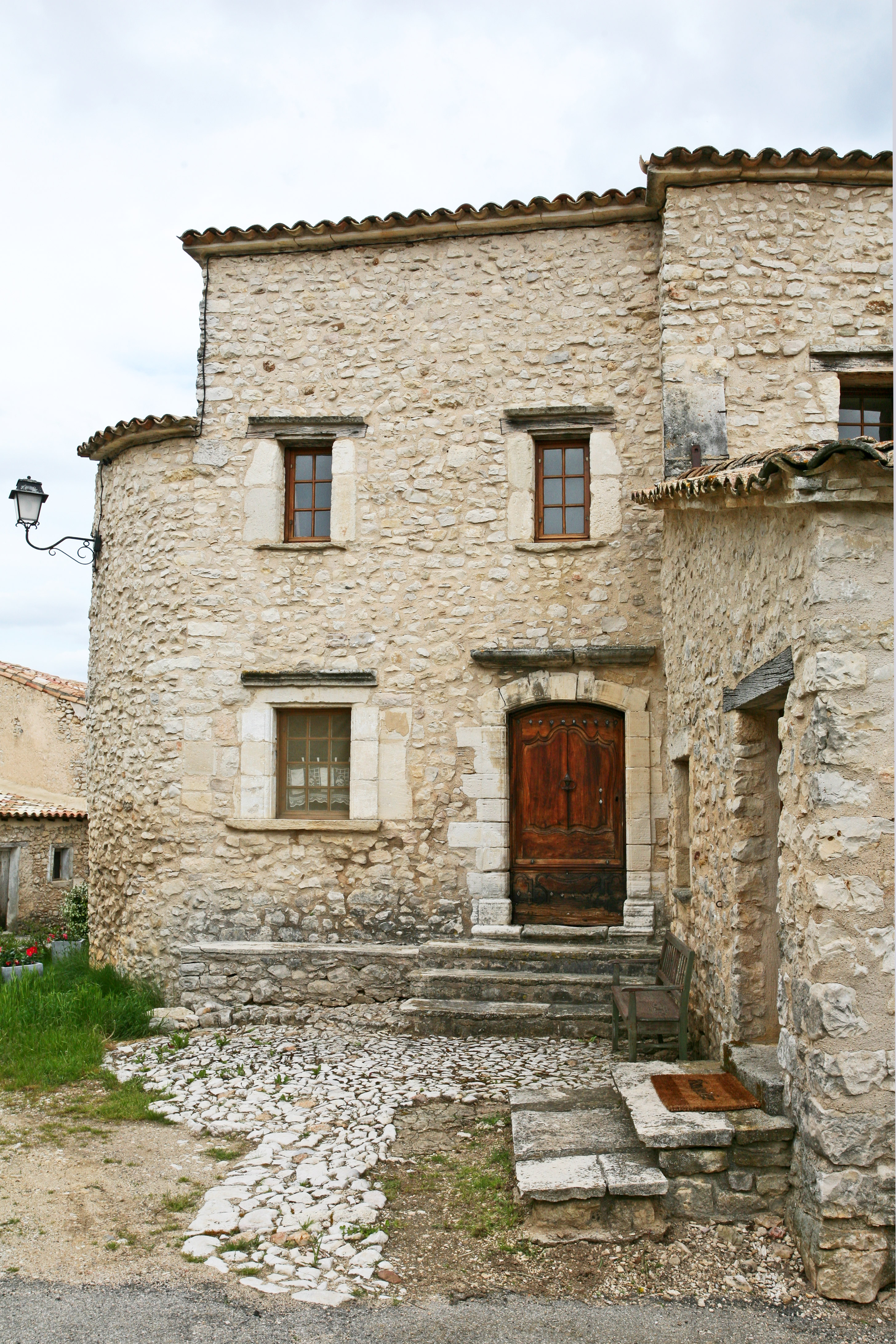
Maison ancienne.

#### Église de la Sainte-Trinité
L'église de la Sainte-Trinité est constituée d'une courte nef, d'une travée de chœur et d'une abside pentagonale voûtée en cul-de-four. Un arc triomphal sépare la nef de la travée. Cette église n'est pas celle citée dans la bulle de Gélase II, puisque nombre d'éléments architecturaux, ramènent sa construction, pour le chœur et la travée, au milieu du XIIe siècle. Quant à la nef, elle ne fut achevée qu'un demi-siècle plus tard. Sa voûte a été entièrement refaite en 1652.

#### ChapelleSaint-Roch
Petite chapelle édifiée entre 1629 et 1630 pour protéger le village de la peste.

### Personnalités liées à la commune
- Les Agoult, famille de la noblesse provençale.

### Héraldique
| Blason de Saint-Trinit | Les armes peuvent se blasonner ainsi : D'argent, à un loup ravissant d'azur accompagné au premier canton dextre d'un sautoir alésé de gueules. |